# 赫利內洛訥山
46°29′11″N 7°37′34″E / 46.4864°N 7.6260°E
赫利內洛訥山（Chlyne Lohner），是瑞士的山峰，位於該國中部，由伯恩州負責管轄，屬於伯訥前阿爾卑斯山脈的一部分，海拔高度2,587米，每年平均降雨量1,585毫米。